# Багдасарян, Арев Григоровна
Арев Григорьевна Багдасарян (арм. Արև Բաղդասարյան, 2 апреля 1918 Шушикенд, Елизаветпольская губерния — 17 февраля 1994 года, Ереван) — народная артистка Армянской ССР (1961), заслуженная артистка Армянской ССР (1955), исполнительница песен и танцев народов мира.

## Биография
После рождения с семьёй переехала в Баку. Здесь окончила школу. Любовь к сцене и богатые природные данные, привели Арев
в танцевальный кружок художественной самодеятельности, в 1936 г. как танцовщица завоевала первое место на олимпиаде в Ростове-на-Дону.
В 1937 году окончила Азербайджанский народнохозяйственный институт им. К. Маркса (теперь Азербайджанский государственный экономический университет).

## Творческий путь
После окончания института поступила в Государственный ансамбль народного танца Азербайджана и через некоторое время стала его солисткой. Училась у Тамары Ханум (Петросянц). В 1938 году в составе ансамбля танца Арев Багдасарян принимала участие в первой Декаде азербайджанского искусства в Москве. После возвращения с московской декады её как одну из ведущих солисток ансамбля направили на учёбу в Бакинское хореографическое училище, где она получила профессиональное образование.
В годы Великой Отечественной войны была в числе первых армянских актрис, направленных на фронт с концертами для воинов 89-й армянской Таманской дивизии.
С 1942 года Арев становится солисткой филармонии Армянской ССР, исполнительницей танцев и песен народов мира, созданный для неё небольшой ансамбль быстро завоевал известность.
После войны Арев Багдасарян среди звёзд советской сцены побывала в зарубежное турне. С 1946 по 1948 год работала в Государственном эстрадном оркестре Армянской ССР под руководством композитора Артемия Айвазяна.
С появлением телевидения, Арев Багдасарян была первой армянской солисткой, удостоившейся высокой чести участвовать в первой музыкальной программе Центрального телевидения Советского Союза.
В 1948 году сама организовала ансамбль народных инструментов, с которым выступала почти до последних дней своей жизни. С момента создания ансамбль привлекал слушателей своим высоким профессиональным уровнем, разнообразным репертуаром и виртуозными сольными исполнениями. В октябре 1948 года Багдасарян была приглашена для съемок в кинокартине «Девушка Араратской долины».
В 1951 году была приглашена в Москву для участия в совместной концертной программе мастеров отечественного искусства и зарубежных стран в эстрадном театре «Эрмитаж». Концерты были организованы по инициативе Сталина, который вместе с членами политбюро присутствовал на их открытии.
После завершения гастролей в Москве Союз художников Армении получил заказ на изготовление портрета Багдасарян и её скульптуры. Эту работу выполнили известные мастера — Арпеник Налбандян и Тереза Мирзоян. Они работали одновременно. Арев позировала в костюме «Нахшун баджи», А. Налбандян рисовала её портрет во весь рост, а Т. Мирзоян лепила скульптуру. Работы сначала демонстрировались на ВДНХ в Москве, а затем были возвращены в Армению.
Портрет Арев Багдасарян был помещён в ереванском кинотеатре «Москва», где долгие годы привлекал внимание зрителей своей красочностью, а её бронзовая скульптура заняла достойное место в Национальной галерее Армении.
С 1955—1987 год — руководитель и солистка ансамбля песни и пляски народов мира «Барекамутюн» («Дружба»).
За 50 лет своей сценической деятельности Арев Багдасарян исполнила десятки песен и танцев разных народов, и все они отличалась самобытностью и внутренней теплотой. В её репертуару было более 70 песен и плясок, из которых почти половина армянские. Венцом творчества Арев Багдасарян стали карабахские песни и танцы, и среди них известная на весь мир и ставшая её визитной карточкой Нахшун баджи, автором которой была сама артистка. Многие песни из репертуара Арев Багдасарян прочно вошли в быт армян и стали достоянием армянского народа.
В 1955 году Указом Президиума Верховного Совета Армянской ССР от 6 августа Арев Багдасарян было присвоено звание «Заслуженной артистки Армянской ССР».
Умерла в 17 февраля 1994. Похоронили Арев Багдасарян в костюме Нахшун баджи.

## Награды, звания и премии
- Заслуженная артистка Армянской ССР (1955)
- Орден «Знак Почёта» (27.06.1956)
- Народная артистка Армянской ССР (1961)
- Нагрудный знак им. Хо Ши Мина (1957)
- Почётная грамота Президиума Верховного Совета Молдавской ССР за активное участие в организации Дней культуры Армянской ССР в Молдавии и высокое исполнительское мастерство (1969)
- Юбилейная медаль «За доблестный труд. В ознаменование 100-летия со дня рождения В. И. Ленина» (1970)
- Медаль «Ветеран труда» (1983)
- Почётная грамота Исполкома облсовета народных депутатов НКАО (1978)
- Почётная грамота Президиума Верховного Совета Армянской ССР за заслуги в развитии армянского советского музыкально-исполнительского искусства (1988)
- ряд памятных нагрудных знаков

## Память
- Ансамблю песни и пляски народов мира «Барекамутюн» («Дружба»), созданному Арев Багдасарян в 1983 году присвоено её имя.
- В г. Ереване на фасаде дома № 21 по улице Абовяна, где проживала артистка, установлена мемориальная плита.
- В сквере на пересечении улиц Саят-Нова и Теряна в Ереване установлен 3-х метровый бронзовый памятник («Памятник карабахской женщине», скульптор Давид Ереванци).

## Комментарии
1. ↑  Ныне село в Нагорном Карабахе, согласно административно-территориальному делению непризнанной Нагорно-Карабахской Республики расположено в Аскеранском районе НКР; согласно административно-территориальному делению Азербайджана — в Ходжалинском районе Азербайджана.